# 소니드
소니드(Sonid)는 대한민국의 전자소재·전자부품 제조 기업이다. 본사는 충남 천안시 서북구 2공단7길 50 (차암동)에 위치해 있으며 대표이사는 오중근이다.

## 역사
2002년 6월 25일 코스닥에 상장하였으며 2021년 8월 19일 상호를 (주)이그잭스에서 얍엑스(주)로 2022년 3월 31일에는 현재의 상호로 변경하였다

## 자회사
- 디펜스코리아(대 테러장비 및 로봇 기업):[3] 자회사 디펜스코리아를 통해 과거 10년간 폴란드 국영연구소 우카시에비치와 협력 관계를 가지고 있다[4]

## 참고문헌
1. ↑  “소니드, 리사이클리코와 합작법인 조율 완료 "최대 리튬 100% 회수 공장 속도"”. 《머니투데이》. 2023년 3월 17일. 2025년 3월 11일에 확인함.
2. ↑  박희영, 한국IR협의회 기술분석보고서-소니드, 2023년 11월 30일[깨진 링크(과거 내용 찾기)]
3. ↑  “소니드, 尹 ‘우크라 지원’...자회사, 군·경찰에 폭발물 처리 로봇 공급 ‘강세’”. 《이데일리》. 2023년 5월 18일. 2025년 3월 11일에 확인함.
4. ↑  오중건 소니드 대표 “한·폴란드 절충교역이 퀀텀점프 기회” 아시아경제 CORE 2023-08-21